# 1.º Batallón de Aspirantes de Artillería
El 1.º Batallón de Aspirantes de Artillería (1. Bordschützen-Anwärter-Bataillon) fue un Batallón de aspirantes de la (Luftwaffe) durante la Segunda Guerra Mundial.

## Historia
Fue formado en abril de 1942 en Reichenberg, a partir de los Batallones de Aspirantes en Neisse. Después es trasladado a Schwetz/Weichselund a orillas del Vístula. En abril de 1943 es disuelto en Francia.

## Comandantes
- Mayor Richard Braun - (14 de abril de 1942 - ?)